# Christiaan II van Saksen-Merseburg
Christiaan II van Saksen-Merseburg (Merseburg, 19 november 1653 - aldaar, 20 oktober 1694) was van 1691 tot aan zijn dood hertog van Saksen-Merseburg. Hij behoorde tot de Albertijnse linie van het huis Wettin.

## Levensloop
Christiaan II was de tweede zoon van hertog Christiaan I van Saksen-Merseburg uit diens huwelijk met Christiana, dochter van hertog Filips van Sleeswijk-Holstein-Sonderburg-Glücksburg. 
In 1654 werd hij na de dood van zijn oudere broer Johan George erfprins van Saksen-Merseburg. In 1691 volgde hij zijn vader op als heerser van dit hertogdom. Zijn driejarige regering was weinig opmerkzaam. Het conflict met zijn neef keurvorst Johan George III van Saksen, dat al onder zijn vader was begonnen, leidde wel tot de kortstondige bezetting van Merseburg door Saksische troepen.
Christiaan II overleed in oktober 1694 op 40-jarige leeftijd en werd bijgezet in de Dom van Merseburg.

## Huwelijk en nakomelingen
Op 14 oktober 1679 huwde hij in Zeitz met zijn nicht Erdmuthe Dorothea (1661-1720), dochter van hertog Maurits van Saksen-Zeitz. Ze kregen zeven kinderen:
- Christiaan III Maurits (1680-1694), hertog van Saksen-Merseburg
- Johan Willem (1681-1685)
- August Frederik (1684-1685)
- Filips Lodewijk (1686-1688)
- Maurits Willem (1688-1731), hertog van Saksen-Merseburg
- Frederik Erdmann (1691-1714), erfprins van Saksen-Merseburg
- Christiana Eleonora Dorothea (1692-1693)